# Claes Månsson
Claes Göran Månsson (født 5. februar 1950 i Johannebergs kirkesogn i Göteborg) er en svensk skuespiller, der har medvirket i mere en 80 filmproduktioner siden 1986. Han har for eksempel optrådt i tv-serier som Tre kärlekar, Rederiet, Uskyldigt dømt og Welcome to Sweden.

## Udvalgt filmografi
- Min pappa är Tarzan (1986)
- Idag röd (tv-film, 1987)
- Livsfarlig film (1988)
- 1939 (1989)
- Lorry (tv-serie, 1989-1996)
- Tre kärlekar (tv-serie, 1991)
- Kalle Stropp och Grodan Boll på svindlande äventyr (animationsfilm, 1991)
- Den ufrivillige golfspiller (1991)
- Rederiet (tv-serie, 1992)
- Lotte fra Ballademagergaden (1992)
- Drømmehuset (1993)
- Illusioner (1994)
- Yrrol (1994)
- Lilla Jönssonligan och cornflakeskuppen (1996)
- Persons parfymeri (tv-serie, 1997)
- Olivia Twist (tv-serie, 2002)
- Heartbreak Hotel (2006)
- Koffein (kortfilm, 2006)
- Pirret (2007)
- Uskyldigt dømt (tv-serie, 2009)
- Vores venners liv (tv-serie, 2010)
- En gang i Phuket (2011)
- Tyvenes jul (tv-serie, 2011)
- Tidsrejsen (2011)
- Welcome to Sweden (tv-serie, 2014-2015)
- Lyrro - ud og indvandrerne (2018)
- Halfdan Viking (2018)
- Fartblind (tv-serie, 2019-2022)
- Geografens testamente (tv-serie, 2023)
- Trolltider - Legenden om Bergatrollet (tv-serie, 2023)